# Деља (Васлуј)
Деља (рум. Delea) насеље је у Румунији у округу Васлуј у општини Заподени. Oпштина се налази на надморској висини од 150 m.

## Становништво
Према подацима из 2002. године у насељу је живело 262 становника, од којих су сви румунске националности.